# Canadian Championship

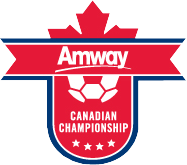
Logo Canadian Championship

Die Canadian Championship ist ein 2008 geschaffenes Fußballturnier, um den kanadischen Vertreter für die CONCACAF Champions League zu erspielen.

## Teilnehmer
Aktuelle Teilnehmer an der Canadian Championship
| Mannschaft           | Stadt                       | Liga                               | seit |
| -------------------- | --------------------------- | ---------------------------------- | ---- |
| Montreal Impact      | Montreal, Québec            | Major League Soccer                | 2012 |
| Ottawa Fury FC       | Ottawa, Ontario             | United Soccer League               | 2014 |
| Toronto FC           | Toronto, Ontario            | Major League Soccer                | 2008 |
| Vancouver Whitecaps  | Vancouver, British Columbia | Major League Soccer                | 2011 |
| Oakville Blue Devils | Oakville, Ontario           | League 1 Ontario                   | 2018 |
| AS Blainville        | Blainville, Quebec          | Première Ligue de soccer du Québec | 2018 |
| Pacific FC           | Victoria, British Columbia  | Canadian Premier League            | 2019 |
| Forge FC             | Hamilton, Ontario           | Canadian Premier League            | 2019 |
| Halifax Wanderes FC  | Halifax, Nova Scotia        | Canadian Premier League            | 2019 |
| Valour FC            | Winnipeg, Manitoba          | Canadian Premier League            | 2019 |
| Cavalry FC           | Calgary, Alberta            | Canadian Premier League            | 2019 |
| FC Edmonton          | Edmonton, Alberta           | Canadian Premier League            | 2019 |
| York United FC       | York, Ontario               | Canadian Premier League            | 2019 |
| Atletico Ottawa      | Ottawa, Ontario             | Canadian Premier League            | 2020 |

Ehemalige Teilnehmer
| Mannschaft  | Stadt             | Liga                         | Zeitraum  |
| ----------- | ----------------- | ---------------------------- | --------- |
| FC Edmonton | Edmonton, Alberta | North American Soccer League | 2011–2017 |

## Modus
Die ersten drei Auflagen wurden als Rundenturnier, d. h. jede Mannschaft trifft je einmal zu Hause und einmal auswärts auf die beiden anderen Teilnehmer, ausgetragen. Seit 2011 wird das Turnier im K.-o.-Modus mit Halbfinale und Finale ausgetragen. Dabei werden die Setznummern anhand der Vorjahresplatzierungen in der Liga vergeben. Die Begegnungen werden als Hin- und Rückspiel ausgetragen, dabei hat das besser gesetzte Team im Rückspiel Heimrecht bzw. kann im Finale wählen, in welcher der beiden Partien es das Heimrecht ausüben möchte.
Seit der Austragung 2018 nehmen 6 Mannschaften an dem Turnier teil. Die beiden Vertreter der League 1 Ontario und der Première Ligue de soccer du Québec spielen in der ersten Qualifikationsrunde des Turniers einen Sieger aus. Dieser trifft in der zweiten Qualifikationsrunde auf den Vertreter der United Soccer League. Anschließend wird ein Halbfinale und ein Finale ausgespielt. Ab dem Halbfinale nehmen die Mannschaften der Major League Soccer teil.
Seit dem Jahr 2019 nehmen zusätzlich zu den bisherigen Teams alle Proficlubs aus der Canadian Premier League teil. Somit wurde das Teilnehmerfeld erhöht. Zudem wurde die Teilnehmerregelung geändert. Die Teams aus der MLS steigen, ebenso wie der Vertreter der USL stiegen erst in der dritten Runde des Turniers ein. Der Gewinner des letztjährigen Pokals Toronto stieg erst im Halbfinale ein.
2020 wurde der Pokal aufgrund der COVID-19-Pandemie nicht im normalen Modus gespielt. Lediglich Toronto spielt im Jahr 2022 gegen den Gewinner der Canadian Premier League Forge FC ein Finalspiel.
2021 wurde die Regelung erneut geändert. Nun startet das Turnier mit 4 Qualifikationsspielen. Danach erfolgen Viertelfinale, Halbfinale und Finale. Es gibt keine Rückspiele mehr. Der Gewinner der Canadian Premier League startet erst im Viertelfinale.

## Pokal
Der Sieger dieses Turnieres erhält den Voyageurs Cup. Der Pokal wurde bis 2007 der besten kanadischen Mannschaft aus der USL First Division (Regular Season) verliehen.

## Sieger
| Jahr   | Sieger              | Zweiter             | Dritter             | Vierter*       | Fünfter*      | Sechster*            |
| ------ | ------------------- | ------------------- | ------------------- | -------------- | ------------- | -------------------- |
| 2008   | Montreal Impact     | Toronto FC          | Vancouver Whitecaps |                |               |                      |
| 2009   | Toronto FC          | Vancouver Whitecaps | Montreal Impact     |                |               |                      |
| 2010   | Toronto FC          | Vancouver Whitecaps | Montreal Impact     |                |               |                      |
| 2011   | Toronto FC          | Vancouver Whitecaps | Montreal Impact     | FC Edmonton    |               |                      |
| 2012   | Toronto FC          | Vancouver Whitecaps | Montreal Impact     | FC Edmonton    |               |                      |
| 2013   | Montreal Impact     | Vancouver Whitecaps | FC Edmonton         | Toronto FC     |               |                      |
| 2014   | Montreal Impact     | Toronto FC          | Vancouver Whitecaps | FC Edmonton    | Ottawa Fury   |                      |
| 2015   | Vancouver Whitecaps | Montreal Impact     | FC Edmonton         | Toronto FC     | Ottawa Fury   |                      |
| 2016   | Toronto FC          | Vancouver Whitecaps | Montreal Impact     | Ottawa Fury    | FC Edmonton   |                      |
| 2017   | Toronto FC          | Montreal Impact     | Vancouver Whitecaps | Ottawa Fury FC | FC Edmonton   |                      |
| 2018   | Toronto FC          | Vancouver Whitecaps | Montreal            | Ottawa Fury FC | AS Blainville | Oakville Blue Devils |
| 2019   | Montreal Impact     | Toronto FC          |                     |                |               |                      |
| 2020** | Toronto FC          | Forge FC            |                     |                |               |                      |
| 2021   | Montreal Impact     | Toronto FC          |                     |                |               |                      |
| 2022   | Vancouver Whitecaps | Toronto FC          |                     |                |               |                      |
| 2023   | Vancouver Whitecaps | CF Montreal         |                     |                |               |                      |
| 2024   | Vancouver Whitecaps | Toronto FC          |                     |                |               |                      |

* An den ersten drei Turnieren nahmen nur drei Teams teil. Der FC Edmonton nahm erst seit der Saison 2011 teil. Es gibt kein Spiel um Platz 3, hier wird der schlechtere Halbfinalverlierer als Vierter gelistet. Seit 2014 nimmt Ottawa Fury an dem Turnier teil, deswegen wird der Verlierer der Qualifikationsrunde als Fünfter gelistet. Seit dem Jahr 2018 nehmen die drei MLS-Teams (Toronto FC, Montreal Impact und Vancouver Whitecaps) automatisch teil, während sich der Ottawa Fury FC (USL) in einer Qualifikationsrunde gegen den Sieger des Duells der Meister aus Quebec und Ontario qualifizieren muss.
** Das Finalspiel 2020 wurde Pandemiebedingt erst am 4. Juni 2022 ausgetragen.